# Mopipi
Mopipi is een dorp in het district Central in Botswana. De plaats telt 3912 inwoners (2011).